# حت حور
حت حور (انگلیسی: Hat Hor) که همچنین هت-حور نامیده شده و در واقع حور-حت است، یکی از پادشاهان یا فرعون‌های احتمالی دوره پیش‌دودمانی است که احتمالاً در حوالی دورهٔ نقاده ۳ب حکومت کرده است.
او تنها از طریق دو کتیبه شناخته شده است: یکی کتیبه‌ای در شرق دلتای نیل و دیگری تکه‌ای سفال از تورا.
- نام او روی گلدانی که در گور شمارهٔ ۱۷۰۲ از گورستان تارخان پیدا شده نقش بسته است.[۳] این کتیبه تصویری از یک شهر را نشان می‌دهد که شبیه ممفیس است، اما نشانهٔ شاهین را ندارد. با این حال، خوانش و تفسیر این نام روشن نیست.[۴]
- کتیبهٔ دوم از تورا به دست آمده است.[۵]